# Jeune mère dans la grotte
 (décembre 2020).
Si vous disposez d'ouvrages ou d'articles de référence ou si vous connaissez des sites web de qualité traitant du thème abordé ici, merci de compléter l'article en donnant les références utiles à sa vérifiabilité et en les liant à la section « Notes et références ».
Jeune mère dans la grotte (ou Femme et amour) est une sculpture d'Auguste Rodin, conçue en plâtre vers 1885. 
Elle a été exposée pour la première fois au Salon de Paris de 1885. John Tweed était très proche de Rodin et Young Mother a eu une forte influence sur sa mère et son enfant de 1894.
Les premières versions de l'œuvre ont été réalisées dans les années 1860 alors que Rodin travaillait pour la Manufacture de Sèvres. Il a été autorisé à y faire des expériences et à explorer les possibilités de cette œuvre, qui a abouti à la pièce de 1885. À cette époque, Rodin explore l'amour maternel, comme on le voit aussi dans L'Éternel Printemps - les deux groupes avaient à l'origine une sorte de toit qui les plongeait dans une ombre plus profonde. Cette pièce figurait également en bas à gauche de l'œuvre du même artiste intitulée La Porte de l'Enfer.
Rodin a également produit des versions autographes de la Jeune Mère en ivoire et en bronze au cours de sa vie - ces versions ont été modelées d'après sa femme Rose Beuret et son enfant Auguste-Eugène. Rodin oppose la roche rugueuse à la douceur de la peau des personnages, évoquant un contraste entre la vie et la mort, avec Michel-Ange comme l'une des principales influences sur l'œuvre.